# Layla Price
Layla Price (Baltimore, Maryland; 30 de agosto de 1991) es una actriz pornográfica y modelo erótica estadounidense.

## Biografía
Nació y se crio en la ciudad de Baltimore, en el estado de Maryland, en el seno de una familia con ascendencia italiana y rusa. Comenzó trabajando como camarera en la cadena de restaurantes Hooters antes de dedicarse al baile erótico como estríper. Después de que un amigo suyo viajara a la Expo Exxxotica de Nueva Jersey, le remitió el contacto de una agencia de modelaje en California a la que envió algunas fotografías, recibiendo días después una llamada para trasladarse hasta Los Ángeles y comenzar su carrera en la industria.
Debutó como actriz en 2012, a los 21 años. Apenas unos meses después de empezar en la industria, en la misma corrieron rumores sobre su pronta retirada, algo que la propia actriz reconoció falso, y que todo se debía a que su antiguo agente, al que despidió antes de los Premios AVN de 2013, hizo correr el bulo de que se había marchado, lo que tuvo que corregir Layla ante la falta de las llamadas para los proyectos que tenía firmados.
Como actriz, ha grabado para productoras como Hustler, Evil Angel, Lethal Hardcore, Bangbros, Jules Jordan Video, Elegant Angel, Girlfriends Films, New Sensations, Wicked Pictures, Brazzers o Reality Kings, entre otras.
Dentro de la industria, ha destacado por sus actuaciones y escenas de sexo anal y gangbang. Grabó su primera escena anal en 2013, con Mike Adriano, en la película Inside Her Ass 2.
En los Premios AVN ha destacado por sus nominaciones a la Mejor escena escandalosa de sexo, en la que estuvo presente en las ediciones de 2015, 2016 y 2018, por los respectivos trabajos de Studio A, Big Wet Asses 24 y Jim Powers' Bukkake. En 2017 recibió una nominación en los Premios XBIZ a la Mejor escena de sexo en película parodia por Storage Whore Orgy.
Ha aparecido en más de 400 películas como actriz.
Algunas películas suyas son Airtight, Big Butt Slide, Cum Crossfire, Facade, Gauntlet Girl, Headcase 3, Love To Lick, Orgy Masters 6, Plus Size Models, Strip Poker Orgy, Twisted Passions 10 o Wet and Oiled Nymphos.

## Premios y nominaciones
| Año  | Ceremonia                   | Resultado | Premio                                   | Trabajo             |
| ---- | --------------------------- | --------- | ---------------------------------------- | ------------------- |
| 2013 | Sex Awards                  | Nominada  | Hottest New Girl                         | —                   |
| 2015 | Premios AVN                 | Nominada  | Mejor escena escandalosa de sexo         | Studio A            |
| 2015 | Premios AVN                 | Nominada  | Premio fan: Culo más caliente            | —                   |
| 2015 | Premios AVN                 | Nominada  | Premio fan: Actriz más estrafalaria      | —                   |
| 2015 | Spank Bank Awards           | Nominada  | Blonde Bombshell of the Year             | —                   |
| 2015 | Spank Bank Awards           | Nominada  | Cocksucker of the Year                   | —                   |
| 2015 | Spank Bank Awards           | Nominada  | Most Voluptuous Vixen                    | —                   |
| 2015 | Spank Bank Technical Awards | Ganadora  | Queen of the Slurp                       | —                   |
| 2016 | Premios AVN                 | Nominada  | Mejor escena escandalosa de sexo         | Big Wet Asses 24    |
| 2016 | Premios AVN                 | Nominada  | Premio fan: Culo más épico               | —                   |
| 2016 | Spank Bank Awards           | Nominada  | Deepest Throat                           | —                   |
| 2016 | Spank Bank Awards           | Nominada  | DP Diva of the Year                      | —                   |
| 2016 | Spank Bank Awards           | Nominada  | Most Underrated Slut                     | —                   |
| 2016 | Spank Bank Awards           | Nominada  | Most Voluptuous Vixen                    | —                   |
| 2016 | Spank Bank Awards           | Nominada  | PAWG of the Year                         | —                   |
| 2016 | Spank Bank Awards           | Nominada  | The Contessa of Cum                      | —                   |
| 2016 | Spank Bank Awards           | Ganadora  | Two Hot Dogs in a Hallway                | —                   |
| 2016 | Spank Bank Technical Awards | Ganadora  | Most On Fleek Freak                      | —                   |
| 2017 | Spank Bank Awards           | Nominada  | Gangbanged Girl of the Year              | —                   |
| 2017 | Spank Bank Awards           | Nominada  | Sharing Is Caring                        | —                   |
| 2017 | Premios XBIZ                | Nominada  | Mejor escena de sexo en película parodia | Storage Whore Orgy  |
| 2018 | Premios AVN                 | Nominada  | Mejor escena escandalosa de sexo         | Jim Powers' Bukkake |
| 2018 | Spank Bank Awards           | Nominada  | Blowbang / Bukkake Badass of the Year    | —                   |
| 2018 | Spank Bank Awards           | Nominada  | DP Dynamo of the Year                    | —                   |
| 2019 | Spank Bank Awards           | Nominada  | ATM Machine                              | —                   |
| 2019 | Spank Bank Awards           | Nominada  | Golden Shower Goddess of the Year        | —                   |